# Saab 9-X
Das Saab 9-X Konzeptauto wurde 2001 durch Saab entwickelt und zuerst auf der IAA und auf der Tokyo Motor Show vorgestellt. Der 9-X war entworfen worden, um die Eigenschaften eines  Coupes, eines Roadsters, eines Kombis und eines Pick-ups in einem Auto zu kombinieren.

## Design
Das Design stammt von einem Team aus zehn Entwicklern des Saab Advanced Styling Centre unter der Leitung von Anthony Lo. So wurde die Studie komplett in Schweden geplant und ausgearbeitet und anschließend bei Bertone in Italien produziert.

## Antrieb
Der Wagen verwendete ein Allradantriebs-System mit einem turbogeladenen 3,0-Liter-V6-Motor, 6-Gang-Schaltgetriebe und 19-Zoll-Felgen. Die Frontscheinwerfer waren mit Lichtleitern versehen und es gab eine schlüssellose Startfunktion.